# Calypso (fumetti)
Calypso Ezili è un personaggio dei fumetti pubblicati da Marvel Comics. Creato dallo scrittore Denny O'Neil e dall'artista Alan Weiss, il personaggio è apparso per la prima volta in Amazing Spider-Man #209 (ottobre 1980). Calypso Ezili è una sacerdotessa voodoo di origine haitiana. È una dei nemici dell'Uomo Ragno, e ha una relazione occasionale con Kraven il Cacciatore. Calypso è anche conosciuta con i nomi in codice la Strega e la Cacciatrice di Anime.
Sin dalla sua prima apparizione nei fumetti, il personaggio è apparso in varie serie televisive animate e videogiochi. Il personaggio fa il suo debutto live-action nel film Kraven il cacciatore della Sony, interpretato da Ariana DeBose.

## Storia editoriale
Calypso Ezili appare per la prima volta in Amazing Spider-Man #209 (ottobre 1980). Inizialmente è apparsa come personaggio secondario in The Amazing Spider-Man n. 209 e Peter Parker, The Spectacular Spider-Man n. 65, dove era alleata del nemico di Spider-Man, Kraven il cacciatore. Dopo la morte di Kraven, Ezili incanta Lizard per farsi aiutare ad attaccare Spider-Man in Spider-Man Vol. 1, #1–5; fece poi delle apparizioni in Daredevil Vol. 1, #310–311 e Daredevil Annual Vol. 1, #9. Calypso apparve poi in Web of Spider-Man Vol. 1, #109–110 e Spider-Man Annual 1997.

## Biografia del personaggio
Calypso Ezili è una sacerdotessa voodoo senza nome nata e cresciuta ad Haiti. Era una donna psicopatica compagna di Kraven il cacciatore. Sembrava che le piacesse far andare Kraven in preda alla rabbia e alimentare il suo odio per Spider-Man, fino a portare Sergei al suicidio nella trama di "L'ultima caccia di Kraven".
Quando l'artista Todd McFarlane iniziò a scrivere il nuovo fumetto di Spider-Man nel 1990, il suo arco narrativo di apertura di cinque numeri "Torment" presentava Ezili come l'antagonista principale, trasformatasi in una pericolosa minaccia per Spider-Man. Qui si scopre che i suoi poteri soprannaturali nacquero con il sacrificio della sorella minore. Utilizzò le sue abilità per tenere Lizard nella sua morsa ammaliante dei suoi poteri e i due riuscirono quasi ad uccidere Spider-Man. Tuttavia, Spider-Man li sconfigge ed Ezili viene apparentemente uccisa.
Riappare dopo qualche tempo rapendo rifugiati haitiani, trasformandone alcuni in schiavi zombie e rivendendo gli altri al governo del suo paese d'origine. Le sue azioni la portano in conflitto con Daredevil e Hellspawn. Calypso affascina brevemente Daredevil, ma lui si libera dal suo controllo e lei apparentemente muore nuovamente quando gli spiriti di coloro che ha trasformato in zombie la sopraffanno. Dopo aver sfidato ancora una volta la morte, fugge a New Orleans, dove la sua ossessione per la negromanzia la conduce al luogo di sepoltura di Simon Garth, uno zombie consapevole di sé. Dopo aver fatto rivivere Garth, Ezili mette alla prova le sue abilità e lo mette contro Hellspawn, anche se alla fine riesce a liberarsi dal suo controllo e se ne va, lasciando uno dei suoi amuleti di Damballah ad Ezili.
Ezili successivamente irrompe nel Vault e tenta di rendere di nuovo Connors suo servo, ma lui resiste e la massacra. Tuttavia, trasferisce il suo spirito nell'Amuleto di Damballah e in seguito possiede Glory Grant. Nonostante l'interferenza di Spider-Man, Garth e Shotgun, riesuma il suo cadavere e si rianima usando l'Amuleto.
Al comando di una squadra di selvaggi, Ezili attacca in seguito Spider-Man e Alyosha Kravinoff, figlio dell'originale Kraven il Cacciatore. Desiderosa di vendicarsi della perdita di Sergei, usa i suoi poteri per spingere Spider-Man e Alyosha a combattere tra di loro ma i due riescono a respingere l'incantesimo e stabiliscono una tregua. Alyosha dice che terrà Ezili nella sua villa così che lei possa raccontargli del suo padre scomparso da tempo. Tuttavia, Alyosha uccide Ezili.

## Poteri e abilità
Calypso Ezili ottenne abilità soprannaturali sacrificando sua sorella in un rituale. È una praticante molto esperta di voodoo, abile soprattutto con i tamburi voodoo, le pozioni e gli amuleti. Creò una pozione magica che migliorò le abilità di Kraven il Cacciatore e lo rese il miglior cacciatore del mondo. In particolare gli vennero concessi forza sovrumana, velocità e sensi acuti. Ezili possiede anche il potere del controllo mentale e della resurrezione. Usò i suoi poteri per prendere il controllo di Lizard e aumentare la sua aggressività.

## Altre versioni
Una versione alternativa di Calypso appare nel What If... in "E se Spider-Man uccidesse la lucertola?". Dopo che Spider-Man è costretto a uccidere Lizard durante una rivisitazione alternativa dell'arco narrativo "Torment", Ezili si avvicina al figlio addolorato di Lizard, Billy Connors offrendogli una pozione che lo renderà "proprio come papà" e dandogli l'opportunità di vendicarsi di Spider-Man.

## Altri media

### Televisione
- Un personaggio ispirato e soprannominato Calypso chiamato la dottoressa Mariah Crawford appare nella serie animata Spider-Man - L'Uomo Ragno. Questa versione è quella di una scienziata ricercatrice e fidanzata con Sergei Kravinoff prima che un siero creato da un collega lo trasformasse in Kraven il cacciatore. Nel corso della serie, Calypso aiuta Spider-Man e Kraven nelle loro avventure, come la creazione di una cura per la mutazione, finché non contrae una peste africana che stava aiutando a debellare. Per salvarla, Kraven le inietta lo stesso siero che lei ha usato su di lui, che alla fine la trasforma in un mostro felino selvaggio. Successivamente, Kraven unisce le forze con Spider-Man e la Gatta Nera per curare Crawford prima che i due partano per vivere in Africa.
- Calypso Ezili appare nell'episodio "Kraven, il Cacciatore" della serie animata The Spectacular Spider-Man.

### Cinema
- Calypso Ezili appare come protagonista femminile nel sesto film del Sony's Spider-Man Universe Kraven - Il cacciatore (2024), interpretata da Ariana DeBose.

### Videogiochi
- Calypso Ezili appare come un boss segreto in Spider-Man 2 e come supporto a Kraven il Cacciatore in Spider-Man 3.
- Un'incarnazione di Calypso Ezili ispirata a Marvel Noir appare come un boss nella versione per Nintendo DS di Spider-Man: Shattered Dimensions.